# 拉頓 (特攝怪獸)
拉頓（日語：（音譯為Radon））是一隻虛構怪獸，出現在東寶的怪獸電影系列中，諸如《空中大怪獸拉頓》。他與哥吉拉、摩斯拉並稱為東寶三大怪獸。

## 特徵
拉頓是變異的無齒翼龍怪獸，這也是其名稱的由來。根據東寶製作人田中友幸的說法，拉頓被製造出來的原因，是因為在那時，超音速噴射機是個熱門話題。於是便有了「如果你以超音速駕駛哥吉拉」的概念。在海外國家（尤其歐美國家），为了避免和化学元素氡（Radon）混淆，他通常都稱為Rodan。
拉頓的吼聲是用低音提琴與人聲進行混合處裡的，在這部作品之後，《超人力霸王》中的Antler，及平成系列中基多拉與巴特拉的聲音都使用了類似的作法。
在《哥吉拉·迷你拉·加巴拉 全體怪獸大進擊》中，拉頓充當怪獸島中的眾多陪襯怪獸之一。《地球攻擊命令 哥吉拉對蓋剛》中原本作為基多拉身邊的小弟角色，以及《摩斯拉3 王者基多拉來襲》中，原本是由拉頓來作為摩斯拉的主要對手的設定，到了後來被改變了。

## 登場作品
- 在電影中登場的作品包括：

1. 《空中大怪獸拉頓》(1956年)
2. 《三大怪獸 地球最大決戰》(1964年)
3. 《怪獸大戰爭》(1965年)
4. 《怪獸總進擊》(1968年)
5. 《哥吉拉vs機械哥吉拉》(1993年)
6. 《哥吉拉 最後戰役》(2004年)
7. 《哥吉拉II：怪獸之王》(2019年)
8. 《哥吉拉 奇異點》(2021年)

- 在其他作品中包括：

1. 三維電影《怪獸行星哥吉拉》
2. 電視特效節目《哥吉拉島》
3. 動畫作品《哥吉拉 奇異點》

在《地球攻擊命令 哥吉拉對蓋剛》、《哥吉拉對梅加洛》、《鐵甲哥吉拉的逆襲》中，拉頓作為兼用卡中出現。

## 《空中大怪獸拉頓》中的拉頓

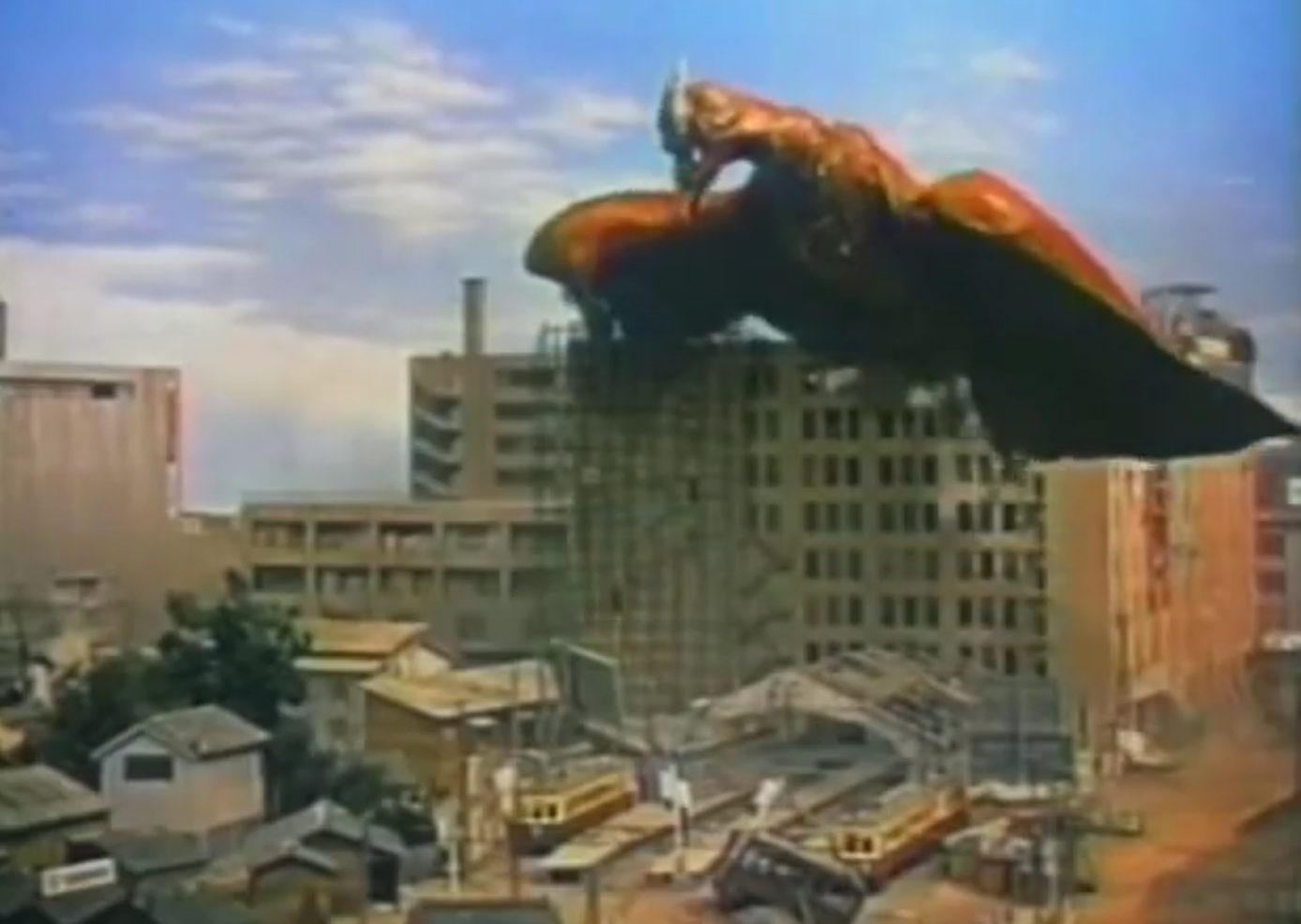
《空中大怪獸拉頓》中的拉頓

- 名稱：拉頓（ラドン/Rodan）[參考 1]
- 別名：空中大怪獸[參考 2]
- 身長：50m[參考 3][註 1]
- 翼長：120m[參考 4]
- 體重：1萬5000噸[參考 5]
- 飛行速度：1.5馬赫[參考 6][註 2]
- 出生地：阿蘇山[21][16]
阿蘇山附近的地下煤礦坑道[22][23][註 3]

- 發現地：阿蘇山附近[24]

拉頓在近代得以復甦的原因，是因為氫彈實驗造成的放射物，及火山氣體引起的異常天氣。在該電影中，有一說法表明他跟無齒翼龍存在著關聯，但並沒有直接表明。
拉頓是在阿蘇山附近的地下煤礦礦坑，當時他們以兩隻幼獸從蛋中孵化。他們以美加努隆為食物。其中，一隻成年拉頓從阿蘇山出現，隨後與空中自衛隊的F-86戰鬥。後來拉頓擺脫了戰機的追擊，隨後飛到佐世保與福岡大肆破壞。就在這個時候，拉頓從其嘴裡吐出濃煙，把衝進彈珠機店的油罐車爆炸。

## 昭和系列中的拉頓
- 名稱：拉頓（ラドン/Rodan）[28][29][30]（名稱都相同）[17]
- 別名：空中大怪獸[參考 7]
- 身長：50m[參考 8]
- 翼長：120m[參考 9][註 6]
- 體重：1萬5000噸[參考 8]
- 飛行速度：1.5馬赫[參考 10]
- 出生地：九州阿蘇山（三大怪獸）[參考 11]
鷲澤的火山灰中（怪獸大戰爭）[44]
怪獸之地（怪獸總進擊）[48][49]

- 發現地：九州阿蘇山[參考 12]
阿蘇山火山口[34][38][註 7]
鷲澤[35]
小笠原怪物之地[36]

### 《三大怪獸 地球最大決戰》
在《三大怪獸 地球最大決戰》中，其中一隻拉頓被復活。起初跟哥吉拉互有交戰，但在摩斯拉幼蟲的調解下，他們倆便共同對付王者基多拉。之後的拉頓基本上都是以配角的形式登場。

## 《哥吉拉vs機械哥吉拉》中的拉頓
- 名稱：拉頓（ラドン/Rodan）[參考 13]
- 別名：翼龍怪獸[53][註 8]
空中大怪獸[51][54]
火鳳凰拉頓[14]

- 身長：70m[參考 14]
- 翼長：150m[參考 15][註 9]
- 體重：1萬6000噸[參考 17]
- 飛行速度：3馬赫[參考 18]
- 出生地：阿德諾亞島[參考 19][註 10]
- 發現地：阿德諾亞島[參考 20]

該拉頓的冠飾為三角，翅膀薄而可見其血液、骨幹。此外也是目前唯一可噴射出熱能光線(因哥吉拉輻射之影響)的拉頓，因此又有「火之拉頓」(日文：ファイヤーラドン，又名噴火翼龍、火鳳凰拉頓)。原本與哥吉拉是敵對關係，後來兩者受到機械哥吉拉之威脅，共同的對付之。後來拉頓受到機械哥吉拉之等離子榴彈攻擊後重創，最後犧牲了自己，讓同樣被重創的哥吉拉復活，同時將原為自己保護的哥吉拉蛋一併給了哥吉拉。

### 火之拉頓
- 名稱：火之拉頓（ファイヤーラドン/Firerodan）[參考 21]
- 別名：翼龍怪獸[53][註 11]
- 身長：70m[參考 22]
- 翼長：150m[參考 23][註 12]
- 體重：1萬6000噸[參考 22]
- 飛行速度：3馬赫[63][註 13]
- 出生地：阿德諾亞島[58][註 14]

## 《哥吉拉 最後戰役》中的拉頓
- 名稱：拉頓（ラドン/Rodan）[66][67]
- 別名：空中大怪獸[參考 24]
- 身長：100m[參考 25]
- 翼長：200m[參考 26]
- 體重:3萬噸[參考 25]
- 飛行速度：1.5馬赫[67]
- 發現地：紐約[73][註 15]

在該電影中，拉頓為X星人所控制的怪獸之一，並破壞了紐約市，後來被調到富士山山腳下，與安基拉斯、西薩王共同攻擊哥吉拉。而他們仨也成了沒被哥吉拉殺死的僅存的三隻怪獸。

## 《哥吉拉 II 怪獸之王》中的拉頓
- 名稱：拉頓
- 身高：46.9m[74]
- 翼長：265.5m[74]

被稱為『焰魔』的雙角翼龍。其外部皮層是經歷好幾個世紀由火山岩漿所堆積而成。有能承受超高溫熔岩的強韌軀體和足以造成氣流的巨大雙翼，光是飛過城市就能把其摧毀。
原本沉睡在中美洲馬拉島的火山裡，受到艾瑪博士的奧卡聲學控制器喚醒，被君主以及軍隊引誘到莫納島外海去對抗基多拉，途中一度消滅整個空軍機隊，但在遇到基多拉並與之戰鬥的過程中，因體型、戰力劣勢被基多拉的引力射線擊中墜入海中，後來他便順從於基多拉之下。拉頓在後面的波士頓大戰之中，偷襲了準備攻擊基多拉的摩斯拉，並與摩斯拉展開空中纏鬥，一度佔上風險些殺死摩斯拉，但後來遭到摩斯拉的尾針刺穿身體倒地。在戰鬥結束後苟活的拉頓轉為順從哥吉拉，後來他便在斐濟重新築巢，並沉睡至今。

## 《哥吉拉SP》中的拉頓
- 名稱：拉頓
- 全長：約5m[75]
- 擁有無齒翼龍科特色的風神翼龍型怪獸，具有多排牙齒，與暴露神經的背棘，與本作哥吉拉的些許造型一致。在圖片『古史羅ノ図』中對應『羅甸天狗』
- 本作的拉頓是集團行動，先是海棲型出現在逃尾市慶典上空，接著在海灘上發現類似的遺體，且都朝著上第二型變化，需要靠著紅塵才能存活，所以在哥吉拉產生的生態區出現。

## 註腳
1. ↑  這取決於資料，但通常他被記述為「全長50m」的生物。[14][22]
2. ↑  在『哥吉拉vs王者基多拉之怪獣獸大全集』中，將拉頓的飛行速度記述為「1馬赫」。[19]
3. ↑  這取決於資料來源，拉頓被描述為「九州地下礦坑坑洞[14]」，或者「阿蘇山底下[15]」。
4. ↑  在劇中的資料中，將其描述成「某種無齒翼龍」。[25]
5. ↑  這取決於資料，將其描述「類似於哥吉拉的白熱光吐息[14]之氣體武器[23]」
6. ↑  『怪獣大戦争』公開当時の資料では220メートルとなっていた[44]。資料によっては、『怪獣大戦争』のみ翼長150メートルと記述している[45][46]。
7. ↑  資料によっては、「出生地」として記述している[14]。
8. ↑  資料によっては、空の大怪獣と記述している[54]。
9. ↑  資料によっては「120メートル」と記述している[參考 16]。
10. ↑  資料によっては、「出生地」として記述している[14]。
11. ↑  資料によっては、空の大怪獣と記述している[54]。
12. ↑  資料によっては、「120メートル」と記述している[51][54]。
13. ↑  資料によっては、「マッハ3以上」と記述している[64]
14. ↑  資料によっては、「出現地」として記述している[54]。
15. ↑  書籍『ゴジラ解体全書』では、「不明」と記述している[70]。